# Englische Rugby-Union-Meisterschaft 2005/06
Die Saison 2005/06 von Premiership Rugby war die 19. Saison der obersten Spielklasse der englischen Rugby-Union-Meisterschaft. Aus Sponsoringgründen trug sie den Namen Guinness Premiership. Sie begann am 2. September 2005, umfasste 22 Spieltage (je eine Vor- und Rückrunde) und dauerte bis zum 6. Mai 2006. Anschließend qualifizierten sich die vier bestplatzierten Mannschaften für das Halbfinale, die Halbfinalsieger trafen am 27. Mai 2006 im Finale im Twickenham Stadium aufeinander. Den Meistertitel gewannen zum ersten Mal die Sale Sharks, absteigen mussten die Leeds Tykes.

## Guinness Premiership

### Tabelle
M: Letztjähriger Meister

P: Promotion (Aufsteiger) aus der National Division One
|     | Team               | Spiele | Siege | Unent. | Ndlg. | Spiel- punkte | Diff. | Bonus- punkte | Tabellen- punkte |
| --- | ------------------ | ------ | ----- | ------ | ----- | ------------- | ----- | ------------- | ---------------- |
| 01. | Sale Sharks        | 22     | 16    | 1      | 5     | 573:444       | + 129 | 8             | 74               |
| 02. | Leicester Tigers   | 22     | 14    | 3      | 5     | 518:415       | + 103 | 6             | 68               |
| 03. | London Irish       | 22     | 14    | 0      | 8     | 493:454       | + 39  | 10            | 66               |
| 04. | London Wasps (M)   | 22     | 12    | 3      | 7     | 527:447       | + 80  | 10            | 64               |
| 05. | Gloucester RFC     | 22     | 11    | 1      | 10    | 483:385       | + 98  | 13            | 59               |
| 06. | Northampton Saints | 22     | 10    | 1      | 11    | 464:488       | − 24  | 11            | 53               |
| 07. | Newcastle Falcons  | 22     | 9     | 1      | 12    | 416:433       | − 17  | 9             | 47               |
| 08. | Worcester Warriors | 22     | 9     | 1      | 12    | 451:494       | − 43  | 8             | 46               |
| 09. | Bath Rugby         | 22     | 9     | 1      | 12    | 441:494       | − 53  | 8             | 46               |
| 10. | Saracens           | 22     | 8     | 1      | 13    | 433:483       | − 50  | 12            | 46               |
| 11. | Bristol Rugby (P)  | 22     | 8     | 1      | 13    | 393:445       | − 52  | 7             | 41               |
| 12. | Leeds Tykes        | 22     | 5     | 0      | 17    | 363:573       | − 210 | 8             | 28               |

Die Punkte wurden wie folgt verteilt:
- 4 Punkte bei einem Sieg
- 2 Punkte bei einem Unentschieden
- 0 Punkte bei einer Niederlage (vor möglichen Bonuspunkten)
- 1 Bonuspunkt für vier oder mehr erfolgreiche Versuche, unabhängig vom Endstand
- 1 Bonuspunkt bei einer Niederlage mit sieben oder weniger Punkten Unterschied

### Playoff
Halbfinale
| 14. Mai 2006 13:30 | Sale Sharks                                                                                         | 22 : 12 | London Wasps                                     | Edgeley Park, Stockport Zuschauer: 10.641 |
| 14. Mai 2006 13:30 | Versuche: Robinson 31. erh. Erhöhungen: Hodgson (1) Straftritte: Hodgson (5) 1., 16., 20., 45., 78. | Bericht | Straftritte: van Gisbergen (4) 5., 43., 51., 65. | Edgeley Park, Stockport Zuschauer: 10.641 |

| 14. Mai 2006 16:00 | Leicester Tigers | 40 : 8  | London Irish                                         | Welford Road Stadium, Leicester Zuschauer: 14.069 |
| 14. Mai 2006 16:00 | Versuche: Tuilagi 15. erh. Ellis 32. erh. Goode 56. n.erh. Lloyd (2) 60. n.erh., 73. n.erh. Murphy 67. erh. Erhöhungen: Goode (3) Straftritte: Goode (2) 7., 40. | Bericht | Versuche: Magne 25. n.erh. Straftritte: Catt (1) 51. | Welford Road Stadium, Leicester Zuschauer: 14.069 |

Finale
| 27. Mai 2006 16:00 | Sale Sharks | 45 : 20         | Leicester Tigers                                                                                | Twickenham Stadium, London Zuschauer: 58.000 Schiedsrichter: Dave Pearson |
| 27. Mai 2006 16:00 | Versuche: Cueto 8. n.erh. Lund 17. n.erh. Ripol 40. erh. Mayor 80. erh. Erhöhungen: Hodgson (1) Courrent (1) Straftritte: Hodgson (6) 2., 31., 45., 48., 63., 78. Dropgoals: Hodgson (1) 70. | (23:10) Bericht | Versuche: Moody 9. erh. Hamilton 74. erh. Erhöhungen: Goode (2) Straftritte: Goode (2) 36., 43. | Twickenham Stadium, London Zuschauer: 58.000 Schiedsrichter: Dave Pearson |

| 15                 | Jason Robinson          |
| 14                 | Mark Cueto              |
| 13                 | Mark Taylor             |
| 12                 | Elvis Sevealiʻi         |
| 11                 | Oriol Ripol             |
| 10                 | Charlie Hodgson         |
| 09                 | Richard Wigglesworth    |
| 08                 | Sébastien Chabal        |
| 07                 | Magnus Lund             |
| 06                 | Jason White             |
| 05                 | Ignacio Fernández Lobbe |
| 04                 | Chris Jones             |
| 03                 | Stuart Turner           |
| 02                 | Andy Titterrell         |
| 01                 | Lionel Faure            |
| Auswechselspieler: |                         |
| 16                 | Sébastien Bruno         |
| 17                 | Barry Stewart           |
| 18                 | Dean Schofield          |
| 19                 | Christian Day           |
| 20                 | Ben Foden               |
| 21                 | Valentin Courrent       |
| 22                 | Chris Mayor             |

| 15                 | Geordan Murphy  |
| 14                 | Alesana Tuilagi |
| 13                 | Ollie Smith     |
| 12                 | Daryl Gibson    |
| 11                 | Tom Varndell    |
| 10                 | Andy Goode      |
| 09                 | Harry Ellis     |
| 08                 | Martin Corry    |
| 07                 | Lewis Moody     |
| 06                 | Shane Jennings  |
| 05                 | Ben Kay         |
| 04                 | Leo Cullen      |
| 03                 | Julian White    |
| 02                 | George Chuter   |
| 01                 | Graham Rowntree |
| Auswechselspieler: |                 |
| 16                 | James Buckland  |
| 17                 | Michael Holford |
| 18                 | James Hamilton  |
| 19                 | Louis Deacon    |
| 20                 | Austin Healey   |
| 21                 | Leon Lloyd      |
| 22                 | Sam Vesty       |

## National Division One
Die Saison der zweiten Liga (National Division One) umfasste 26 Spieltage (je eine Vor- und Rückrunde). Die bestplatzierte Mannschaft, die Harlequins, stiegen in die Premiership auf. Absteiger gab es in dieser Saison keine, da die Rugby Football Union beschlossen hatte, die Liga von 14 auf 16 Mannschaften zu erweitern.
Tabelle

P: Promotion (Aufsteiger) aus der National Division Two

R: Relegation (Absteiger) aus der Premiership
|     | Team                      | Spiele | Siege | Unent. | Ndlg. | Spiel- punkte | Diff. | Bonus- punkte | Tabellen- punkte |
| --- | ------------------------- | ------ | ----- | ------ | ----- | ------------- | ----- | ------------- | ---------------- |
| 1.  | Harlequins (R)            | 26     | 25    | 0      | 1     | 1001:337      | + 664 | 21            | 121              |
| 2.  | Bedford Blues             | 26     | 19    | 1      | 6     | 906:542       | + 364 | 19            | 100              |
| 3.  | Cornish Pirates           | 26     | 19    | 0      | 7     | 682:560       | + 122 | 14            | 90               |
| 4.  | Rotherham Titans          | 26     | 15    | 1      | 10    | 715:613       | + 102 | 17            | 79               |
| 5.  | Plymouth Albion           | 26     | 14    | 0      | 12    | 639:537       | + 102 | 19            | 75               |
| 6.  | Exeter Chiefs             | 26     | 14    | 0      | 12    | 594:612       | − 8   | 15            | 71               |
| 7.  | Nottingham RFC            | 26     | 13    | 0      | 13    | 642:604       | + 38  | 14            | 66               |
| 8.  | Otley RUFC                | 26     | 10    | 1      | 15    | 540:627       | − 87  | 10            | 52               |
| 9.  | Doncaster RFC (P)         | 26     | 10    | 1      | 15    | 555:699       | − 144 | 10            | 52               |
| 10. | Coventry RFC              | 26     | 9     | 0      | 17    | 593:732       | − 139 | 18            | 52               |
| 11. | Newbury RFC (P)           | 26     | 8     | 2      | 16    | 614:905       | − 291 | 10            | 46               |
| 12. | London Welsh              | 26     | 8     | 1      | 17    | 536:700       | − 164 | 11            | 45               |
| 13. | Sedgley Park RUFC         | 26     | 6     | 3      | 17    | 531:856       | − 325 | 11            | 41               |
| 14. | Birmingham & Solihull RFC | 26     | 6     | 2      | 18    | 501:735       | − 234 | 7             | 35               |

Die Punkte wurden wie folgt verteilt:
- 4 Punkte bei einem Sieg
- 2 Punkte bei einem Unentschieden
- 0 Punkte bei einer Niederlage (vor möglichen Bonuspunkten)
- 1 Bonuspunkt für vier oder mehr erfolgreiche Versuche, unabhängig vom Endstand
- 1 Bonuspunkt bei einer Niederlage mit sieben oder weniger Punkten Unterschied